# Partit Comunista de Cuba
El Partit Comunista de Cuba (en castellà: Partido Comunista de Cuba) és un partit polític de Cuba, fundat el 3 d'octubre de 1965 i que es troba en el poder des del triomf de la revolució cubana. L'article número 5 de la Constitució cubana el defineix com: "avantguarda organitzada de la nació cubana, la força dirigent superior de la societat cubana i de l'Estat, que organitza i orienta els esforços comuns, cap a les altes finalitats de la construcció del socialisme i l'avanç cap a la societat comunista."
Guia de la Revolució cubana, és considerat el continuador de les tradicions heroiques revolucionàries del poble cubà, contra el colonialisme espanyol i contra el neocolonialisme imperialista cultural dels Estats Units, i es proclama hereu del Partit Revolucionari Cubà, que va fundar José Martí en 1892 per lluitar per la independència de Cuba davant Espanya i del Primer Partit Comunista, fundat per Julio Antonio Mella i Carlos Baliño.
Utilitza la bandera nacional com el seu emblema i el seu logotip plasmat dins d'un rectangle d'angles ovalats en línia de color vermell, presenta dues banderes que sobresurten d'entre els braços i armes en alt empunyats pel poble, representats aquí en color negre: una és la bandera vermella, símbol del proletariat i del caràcter comunista del Partit, i la bandera cubana, símbol de la pàtria, a més sobre el color negre s'incrusta les sigles PCC (Partit Comunista de Cuba), en color vermell envoltat de blanc.

## Història
El Primer Partit Comunista Cubà, antecedent de l'actual PCC, és fundat el 1925 per Julio Antonio Mella, Carlos Baliño, José Miguel Pérez i Alfonso Bernal del Risc, el primer jove dirigent estudiantil i el segon, un veterà independentista company de José Martí. També van participar exiliats veneçolans com Pio Tamayo i Gustavo Machado. El seu primer secretari general va ser José Miguel Pérez, qui anys després també fundés el Partit Comunista de Canàries. El PCC romandrà en la clandestinitat fins a 1938; el 1939 pren el nom d'Unió Revolucionària Comunista i el 1944 el de Partit Socialista Popular (PSP). Lligat a la Confederació de Treballadors de Cuba. La direcció estalinista del PSP dona suport a la candidatura presidencial de Fulgencio Batista per al període 1940-1944, i dos dels seus dirigents més notoris, Juan Marinello i Carlos Rafael Rodríguez, són ministres del gabinet d'aquell, a qui caracteritzaran com a «cubà cent per cent, gelós guardador de la llibertat pàtria, tribuno eloqüent i popular... prohom de la nostra política nacional, ídol d'un poble que pensa i vés-la pel seu benestar... home que encarna els ideals sagrats d'una Cuba nova i que per la seva actuació demòcrata identificat amb les necessitats del poble, porta en si el segell del seu valor».
El 1953 el PSP és il·legalitzat per la dictadura de Fulgencio Batista, encara que la seva premsa continua circulant lliurement. En aquest mateix any, el PSP condemna com a "activitats colpistes i aventureres de l'oposició burgesa" l'Assalt a la caserna Moncada realitzat per Fidel Castro i els seus seguidors. Com a part de l'oposició a la dictadura de Batista des de mitjan 1958, mostrarà una actitud ambigua cap al Moviment 26 de juliol fins a desembre de 1958, quan el Che Guevara s'entrevista amb els principals dirigents del partit. El 1961 el PSP es fusiona amb el Moviment 26 de juliol i altres organitzacions per formar les Organitzacions Revolucionàries Integrades (ORI).
L'actual PCC s'origina a partir d'aquest moment, amb la formació de les ORI, les quals seran depurades "dels errors del sectarisme" comesos per alguns dirigents i, el 26 de març de 1962, són unificades com a Partit Unit de la Revolució Socialista de Cuba (PURSC), constituint-se finalment el 3 d'octubre de 1965, com a Partit Comunista de Cuba (PCC).
Des de la depuració de les ORI, el PCC només reconeix com el seu líder a Fidel Castro. L'accés a les files del PCC es realitza sobre la base dels principis de patriotisme, antiimperialismo, i fidelitat al socialisme i el comunisme com a via d'aconseguir la igualtat plena de la societat. L'edat mínima és als 30 anys, però en casos excepcionals, i per mèrits, poden ser part de la seva files joves menors de 30 anys que siguin a més militants de la Unió de Joves Comunistes.
El 4 d'octubre de 1965, surt a circulació el primer nombre de Granma, que és òrgan oficial del Comitè Central del PCC.

## Organització del PCC

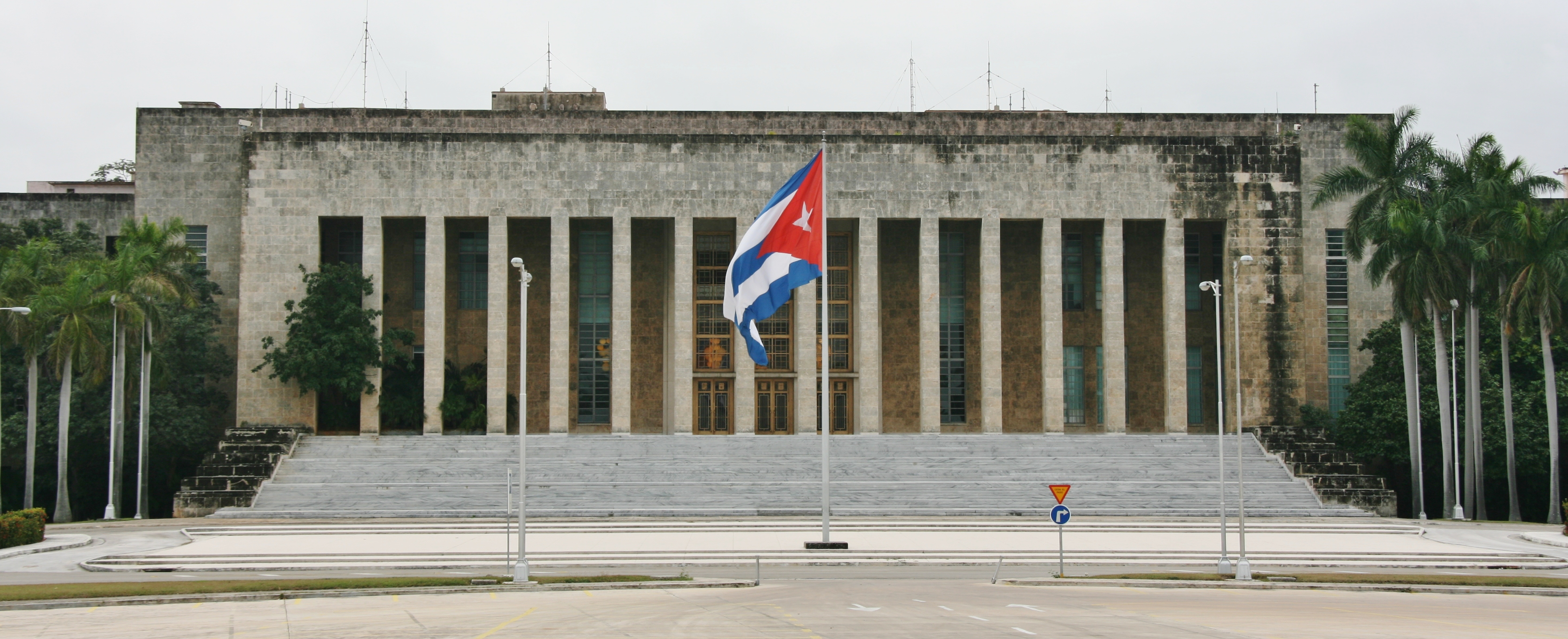
Edifici del Comitè Central del Partit Comunista de Cuba.

### Congrés
Segons els seus estatuts el Congrés és l'organisme suprem del Partit. Defineix i dona les orientacions polítiques del PCC i de la seva activitat en general. Es reuneix regularment cada 5 anys i quan el Ple del Comitè Central ho convoqui extraordinàriament. Tria el Comitè Central, aprova el programa o lineamientos programàtics i els Estatuts del Partit. El primer Congrés, convocat 10 anys després de la fundació del PCC, es va realitzar el 1975 a l'Havana. Des de llavors ho ha fet en 1980, 1985, 1991 a Santiago de Cuba i el (V Congrés) el 1997 a l'Havana.
El VI Congrés, després de catorze anys, diverses temptatives i després d'un llarg procés de preparació, va ser celebrat del 16 al 19 d'abril de 2011. La seva agenda central va ser l'aprovació dels Lineamientos de la Política Econòmica i Social, document contentivo d'una reforma econòmica definida com l'adaptació del socialisme als nous temps. Aquest Congrés és històric per haver suposat el cessament de Fidel Castro com a primer secretari i autodefinir-se com l'últim congrés de la generació impulsora de la Revolució.

### Conferència Nacional
La Conferència Nacional que es reuneix entre els congressos, ha de ser convocada pel mateix Congrés o pel Comitè Central per tractar assumptes estratègics del Partit i triar al propi Comitè Central i els altres òrgans d'adreça. S'ha celebrat una sola vegada el gener de 2012.

### Comitè Central
El Comitè Central, constituït per primera vegada en 1965, està definit com l'organisme superior del Partit entre cada Congrés.
Decideix el nombre d'integrants del Buró Polític el qual tria i selecciona el Primer i Segon Secretari. Està encarregat d'aplicar les resolucions, polítiques i programes aprovades pel Congrés. Es reuneix en Ple almenys una vegada a l'any i les vegades que ho convoqui el Buró Polític. Consta de 115 membres.

### Buró Polític
El Buró Polític és l'òrgan d'adreça superior del PCC i la màxima instància ideològica del país.
Executa les resolucions dels congressos i el Comitè Central. Està integrat en aquest moment pel Primer i Segon Secretaris i 13 membres més. Té iniciativa legislativa i proposa al Consell d'Estat les accions polítiques que han d'executar en matèria de disposicions legals i nomenaments.

### Secretariat
El Secretariat del Comitè Central del Partit és l'òrgan que auxilia al Buró Pólítico en el treball amb els seus quadres i militants. Va existir de 1965 a 1991 (les seves funcions van ser assumides pel Buró Polític ampliat el nombre dels seus integrants) i va ser restablert en 2006. Els seus integrants són els màxims responsables de les Comissions Permanents del Comitè Central (entitats creades en 2008 i que agrupen als departaments del Comitè Central). Els dirigents del Secretariat i dels departaments constitueixen un aparell polític paral·lel al Govern de la nació, intervenint en el desenvolupament i control de les polítiques dels organismes de l'administració central de l'Estat i dels governs provincials i municipals.

### Organització territorial
Els militants i estructures del PCC tenen el seu organzación territorial de conformitat amb l'organització polític-administrativa del país. A les províncies el seu màxim òrgan és el Comitè Provincial, dirigit pel Buró Provincial. En els municipis ho és el Comitè Municipal. Les màximes autoritats ho són també els Primers Secretaris.

## Organitzacions afins al PCC
- Unió de Joves Comunistes (UJC, fundada el 1962), agrupació juvenil de futurs militants del PCC.
- Central de Treballadors de Cuba (CTC, fundada el 1961), central sindical cubana.
- Federació de Dones Cubanes (FMC, fundada el 1960), organització femenina centralitzada.
- Associació Nacional d'Agricultors Petits (ANAP, fundada el 1961), organització de camperols.
- Organització de Pioners José Martí (OPJM, fundada el 1977), organització estudiantil.
- Federació Estudiantil de l'Ensenyament Mitjà (FEEM, fundada el 1970), organització estudiantil.
- Federació Estudiantil Universitària (FEU, fundada el 1922 per Julio Antonio Mella), organització estudiantil.
- Comitès de Defensa de la Revolució (CDR, fundat el 1960), organització de treball comunitari.
- Associació de Combatents de la Revolució Cubana (ACRC, fundada el 1993), organització de militars actius i jubilats.
- Unió de Periodistes de Cuba (UPEC, fundada el 1963), organització de periodistes centralitzada.